# برج شانگهای
برج شانگهای (به انگلیسی: Shanghai Tower) آسمان‌خراش ۱۲۱ طبقه به ارتفاع ۶۳۲ متر، با کاربری اداری-تجاری است، که در شهر شانگهای مستقر می‌باشد. پروژه ساخت این ساختمان در سال ۲۰۰۸ آغاز شد و در سال ۲۰۱۶ به اتمام رسید. این ساختمان هم‌اکنون بلندترین ساختمان چین و دومین ساختمان بلند جهان به‌شمار موی‌آید.
این برج از فناوری و مهندسی پیشرفته برای کاهش اثرات زیست محیطی خود استفاده می‌کند. شکل و طراحی منحصر به فرد آن به آن اجازه می‌دهد تا به طور موثر در برابر باد مقاومت کند که موجب صرفه‌جویی ۲۰ هزار متری آرماتور فولادی در طول ساخت آن شده است.

## نگارخانه

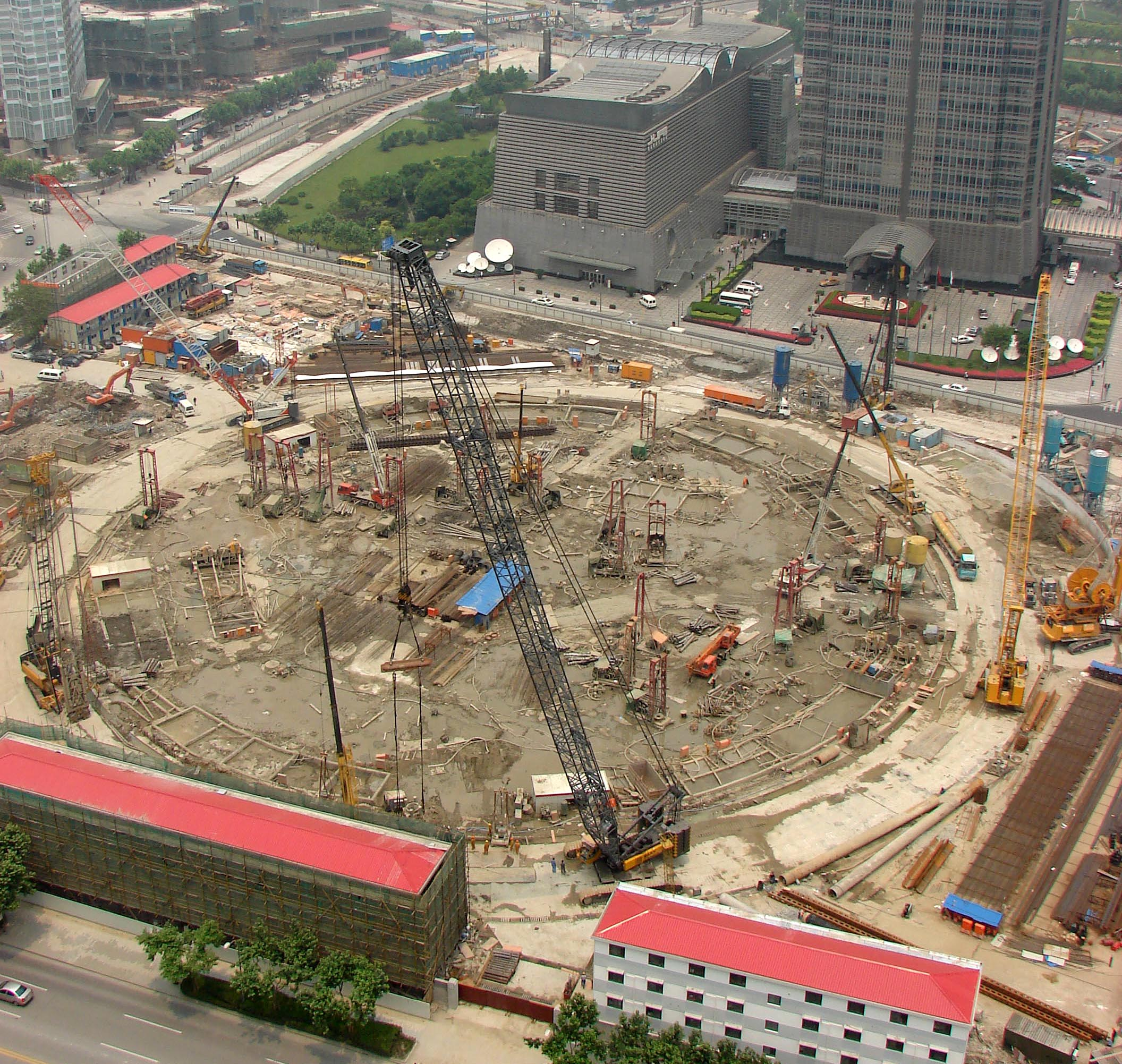
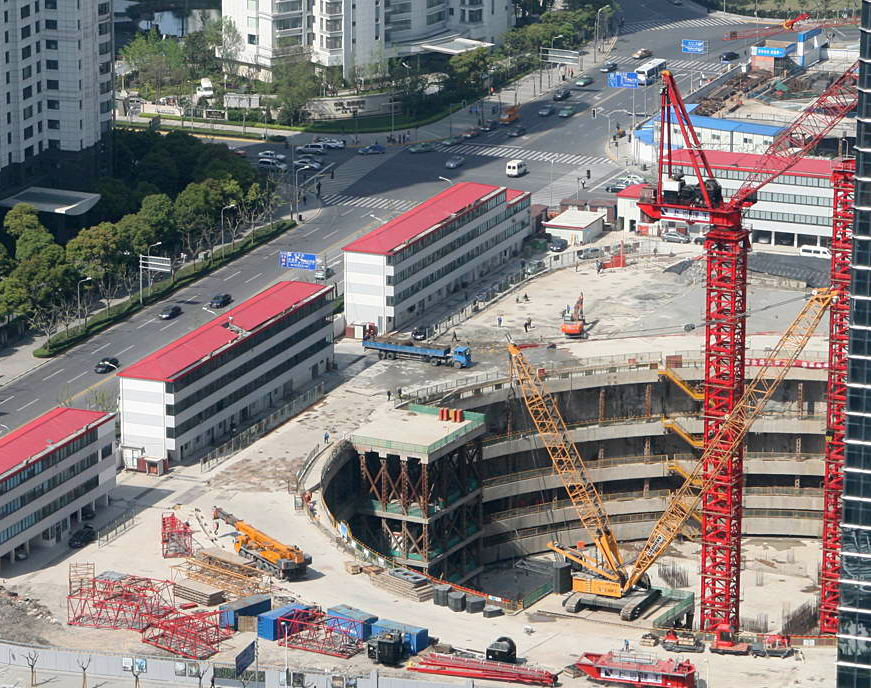
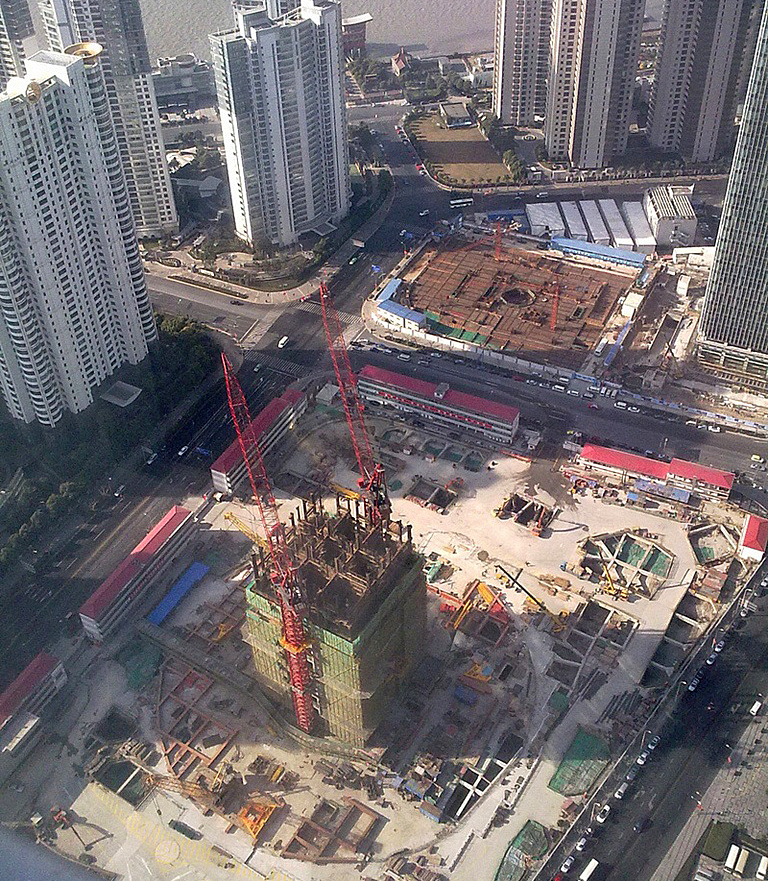
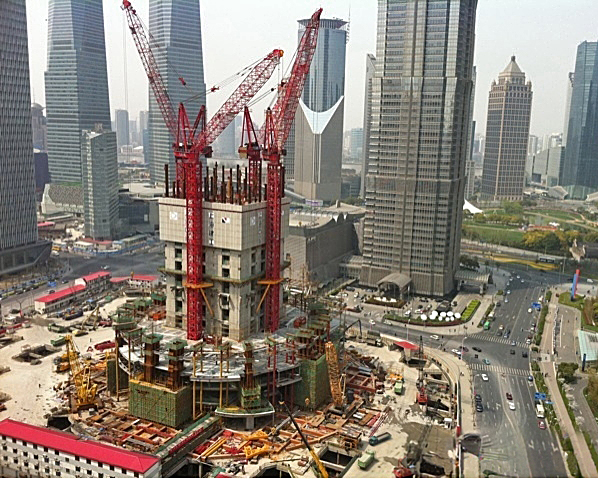
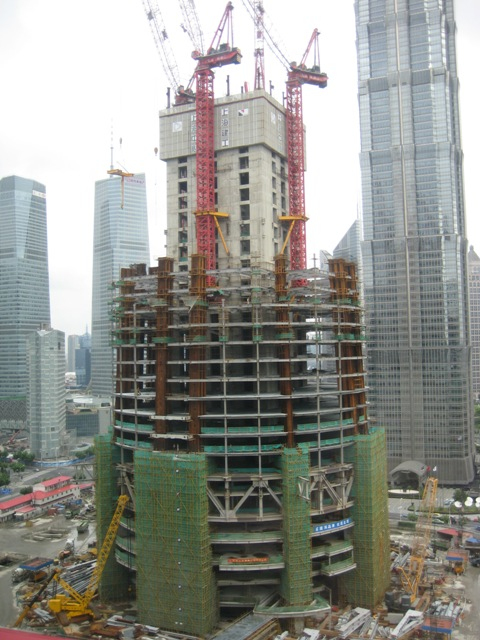
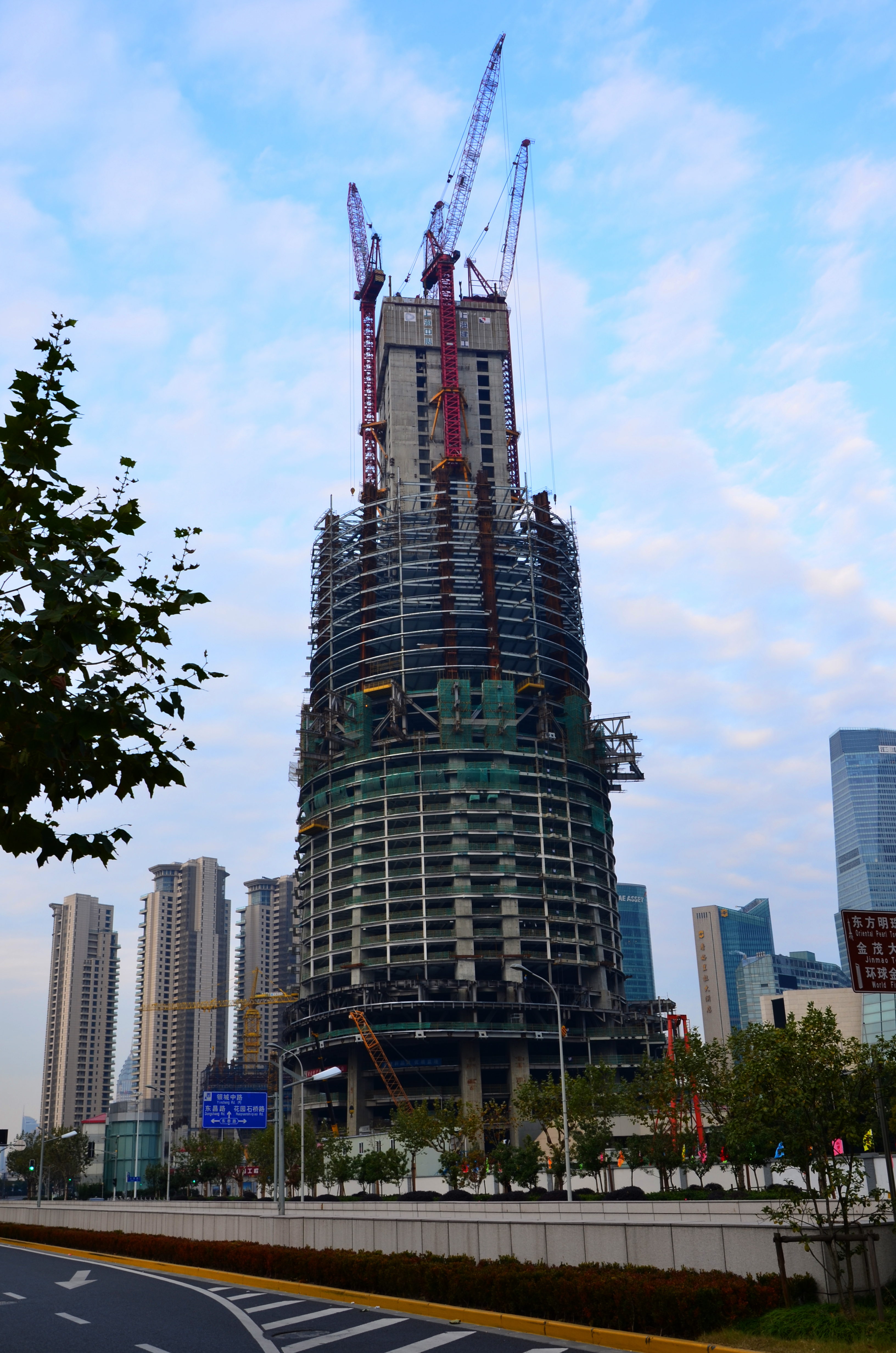
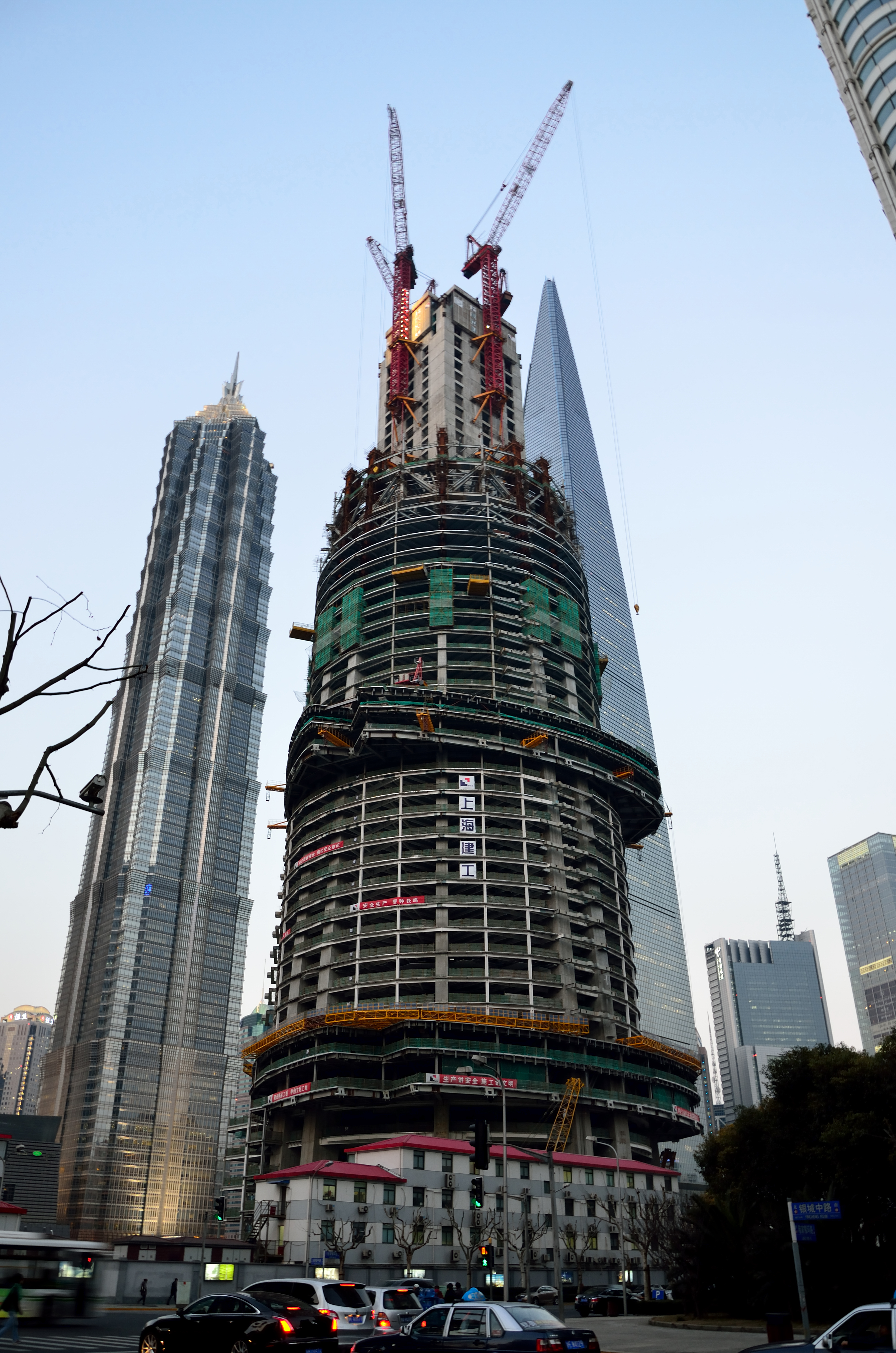
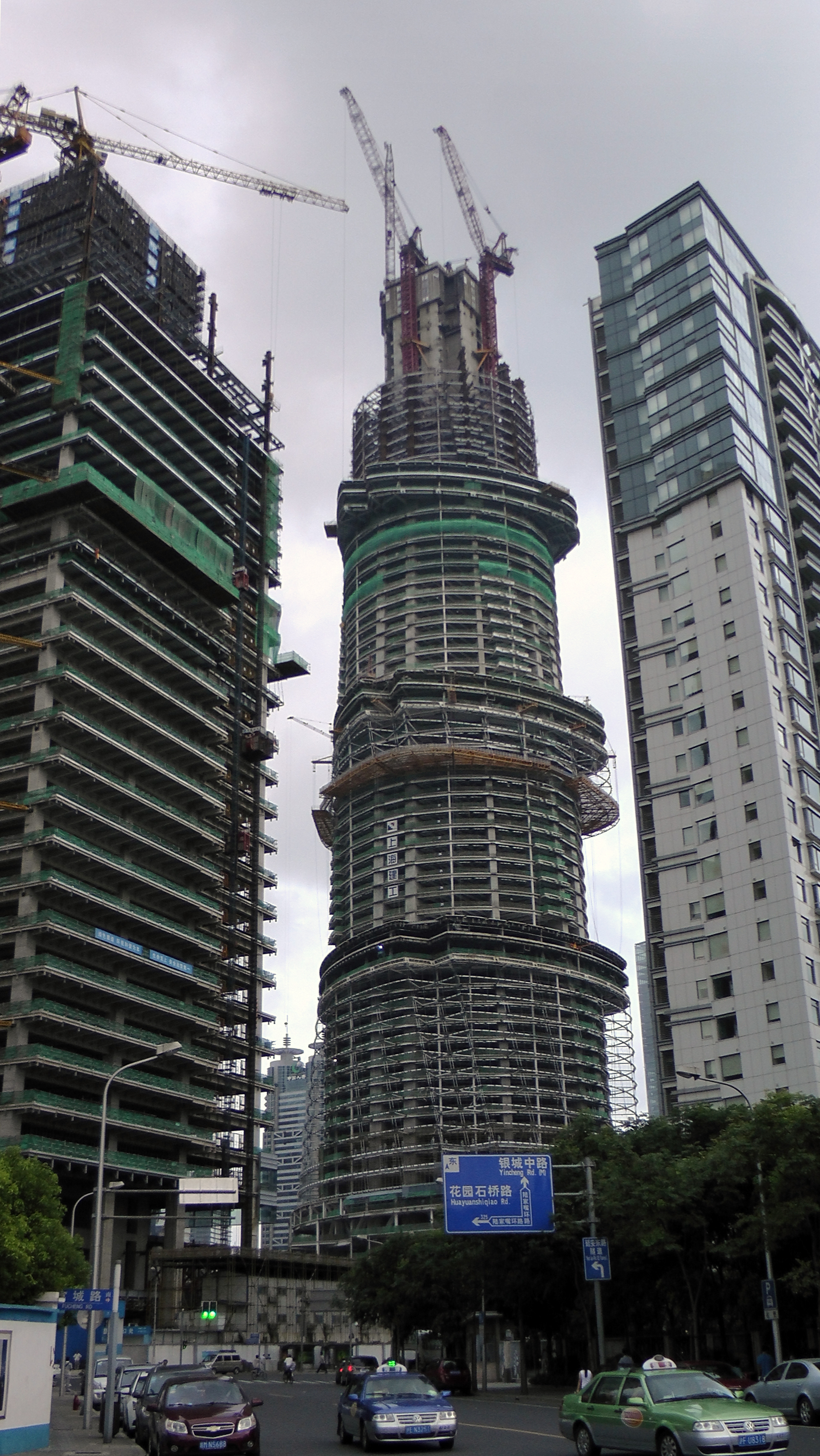
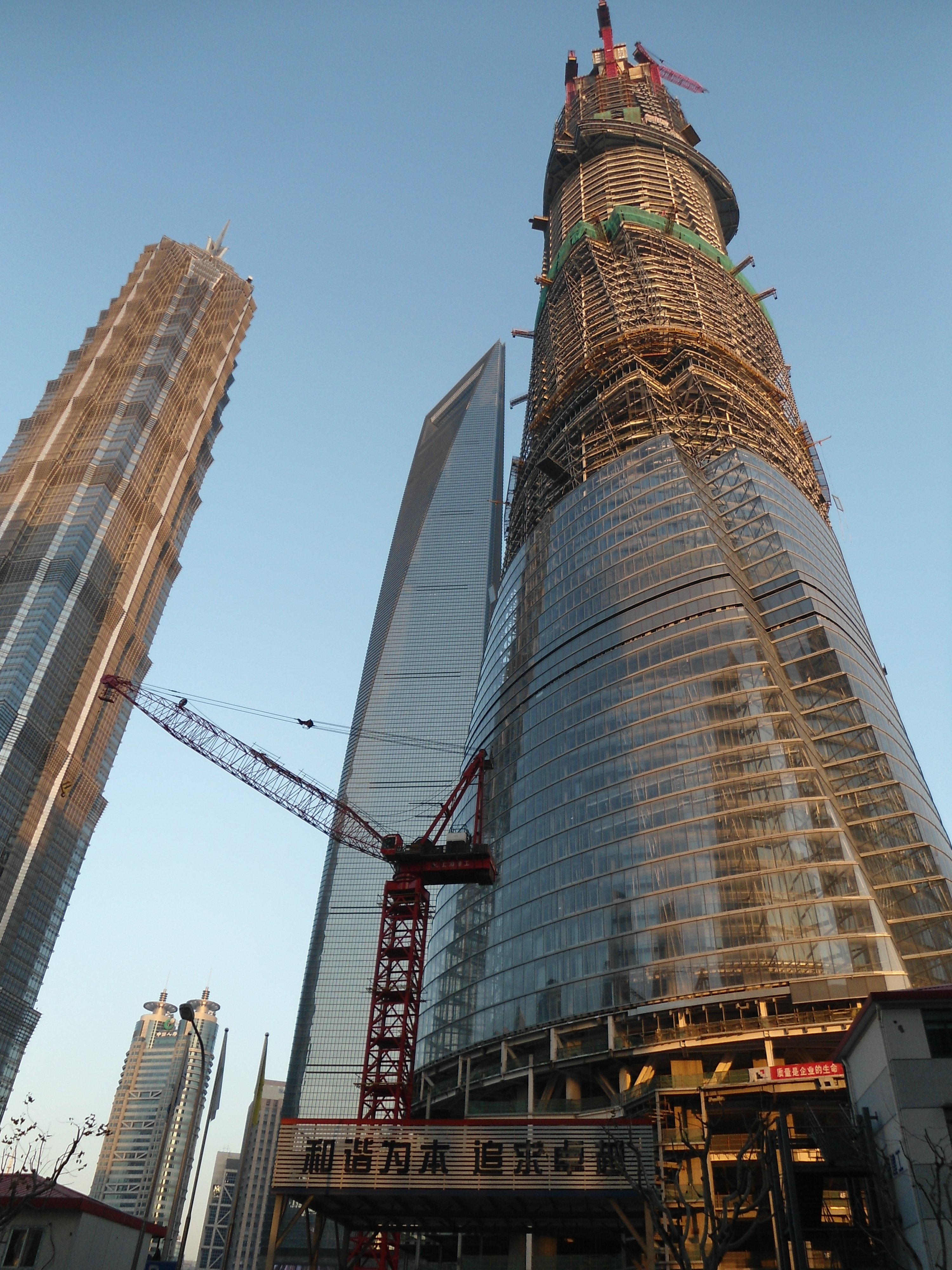
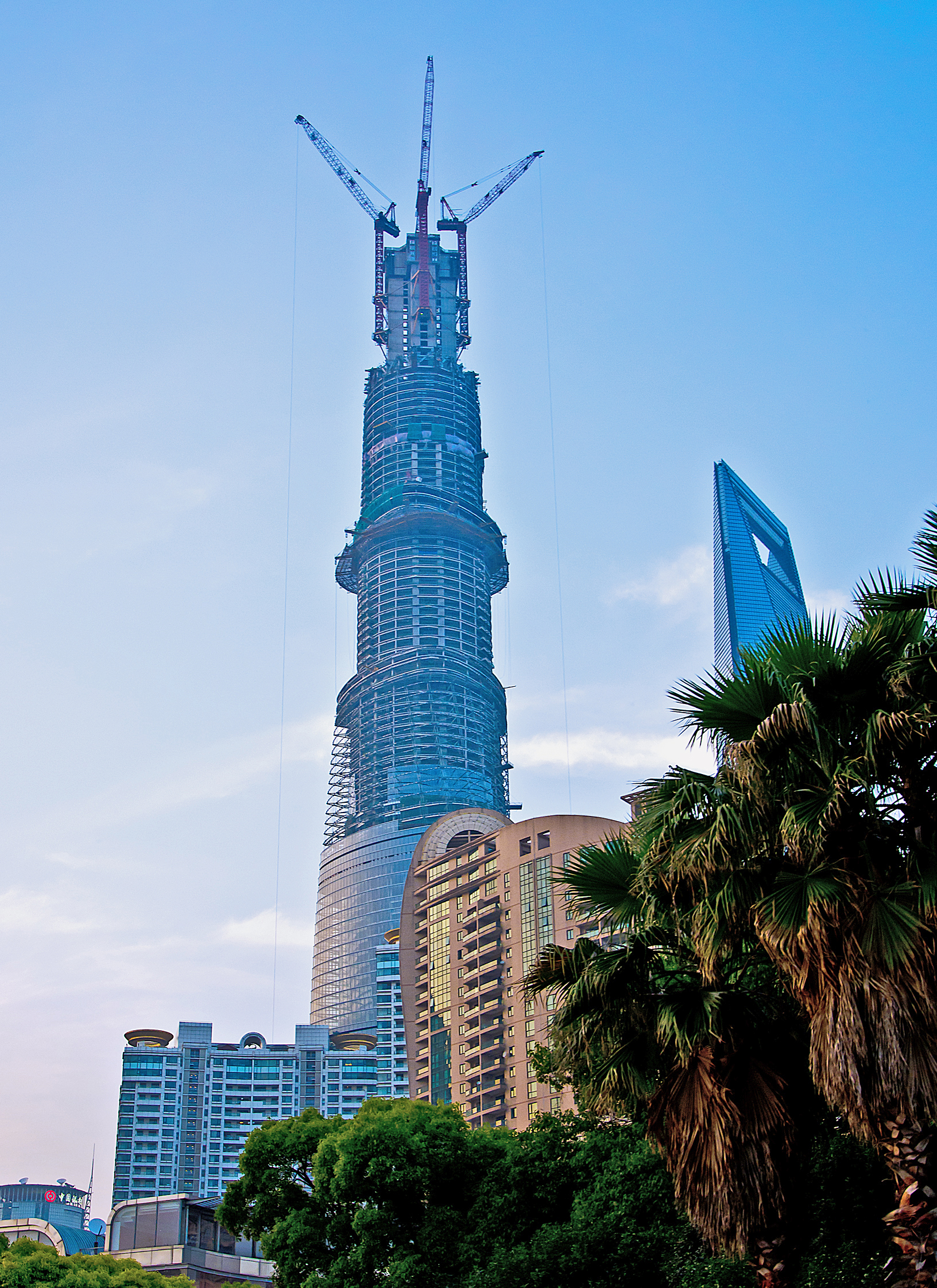
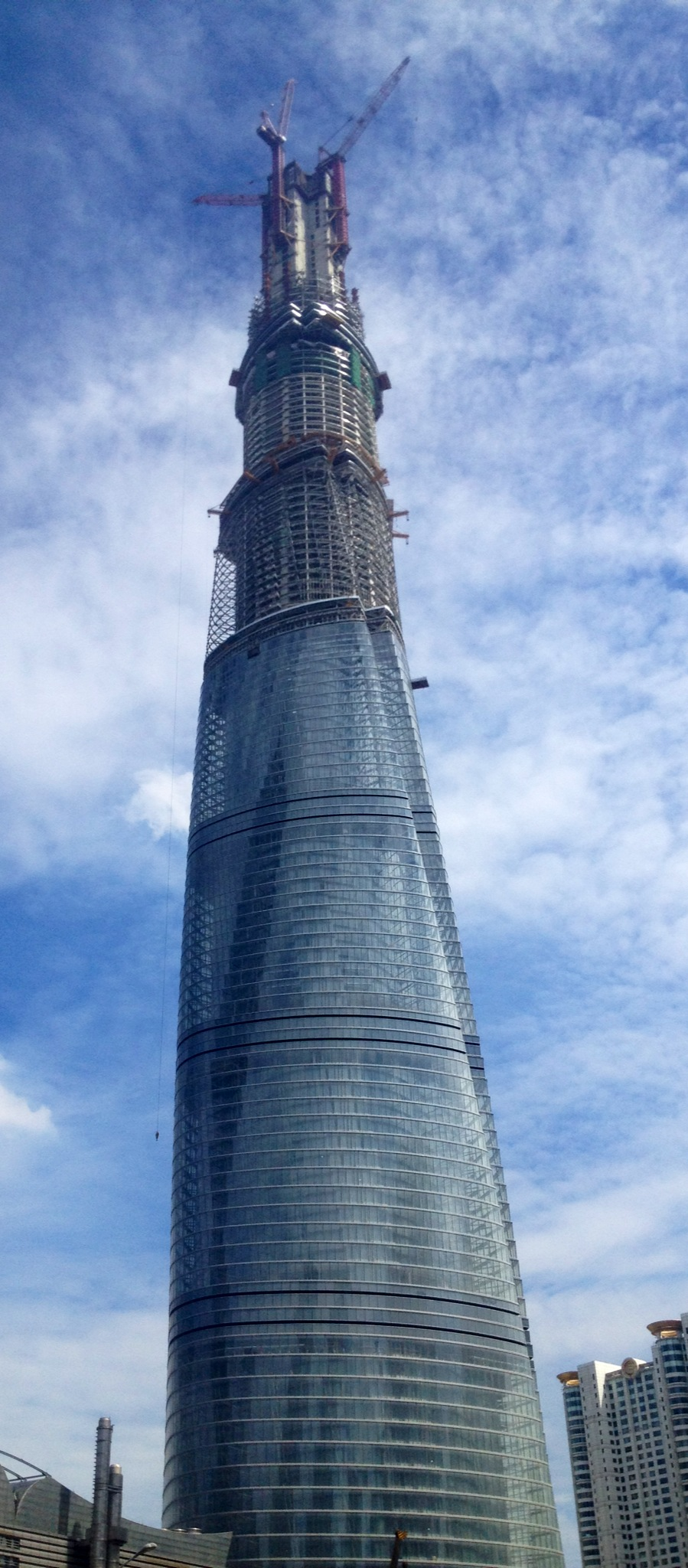